# Lepidosira obscura
Lepidosira obscura är en urinsektsart som först beskrevs av John Tenison Salmon 1944.  Lepidosira obscura ingår i släktet Lepidosira och familjen brokhoppstjärtar. Inga underarter finns listade i Catalogue of Life.